# Mike Muscala
Michael Peter «Mike» Muscala (St. Louis Park, Minnesota, 1 de julio de 1991) es un exjugador y entrenador de baloncesto estadounidense que disputó 11 temporadas en la NBA. Con 2,08 metros de estatura, jugaba en la posición de ala-pívot.

## Trayectoria deportiva

### Universidad
Jugó durante cuatro temporadas con los Bison de la Universidad Bucknell, en las que promedió 15,3 puntos y 8,2 rebotes.

#### Estadísticas
| Año     | Equipo   | PJ  | PT  | MPP  | %TC  | %3P  | %TL  | RPP  | APP | ROB | TPP | PPP  |
| ------- | -------- | --- | --- | ---- | ---- | ---- | ---- | ---- | --- | --- | --- | ---- |
| 2009–10 | Bucknell | 30  | 16  | 24.8 | .462 | .300 | .806 | 4.9  | .7  | .3  | 2.1 | 9.8  |
| 2010–11 | Bucknell | 34  | 34  | 27.8 | .517 | .364 | .816 | 5.5  | 1.3 | .4  | 1.9 | 14.9 |
| 2011–12 | Bucknell | 35  | 35  | 29.9 | .504 | .350 | .853 | 9.0  | 1.8 | .4  | 1.6 | 17.0 |
| 2012–13 | Bucknell | 34  | 34  | 31.7 | .509 | .250 | .789 | 11.1 | 2.2 | .5  | 2.3 | 18.7 |
| Total   | Total    | 133 | 119 | 28.7 | .501 | .313 | .819 | 8.2  | 1.5 | .4  | 2.0 | 15.3 |

### Profesional
Fue elegido por Dallas Mavericks en la segunda ronda con el número 44 en el draft de la NBA de 2013 y fue traspasado a los Atlanta Hawks el mismo día. El 31 de julio de 2013 firmó con el equipo Obradoiro CAB de la liga ACB. Después de 20 partidos con promedios de 14,6 puntos y 7,8 rebotes, el 25 de febrero de 2014 sale  de Obradoiro y firmó con los Hawks por tres años.
Tras 5 temporadas en Atlanta, el 25 de julio de 2018, Muscala es traspasado a Philadelphia 76ers.
El 6 de febrero de 2019, es traspasado, junto a Landry Shamet y Wilson Chandler, a Los Angeles Clippers a cambio de Tobias Harris, Boban Marjanovic y Mike Scott. Al día siguiente, es traspasado a Los Angeles Lakers a cambio de Ivica Zubac y Michael Beasley.
El 10 de julio de 2019 firmó como agente libre con Oklahoma City Thunder.
El 2 de agosto de 2021, acuerda una extensión de contrato con los Thunder por $7 millones y 2 años.
En junio de 2022, rechaza su opción de renovación con Oklahoma y se convierte en agente libre, pero el 30 de junio renueva con los Thunder por un año y el mínimo de veterano.
El 9 de febrero de 2023 es traspasado a Boston Celtics a cambio de Justin Jackson.
Tras medio año en Boston, el 21 de junio de 2023, es traspasado a Washington Wizards en un intercambio entre tres equipos. Durante su primera temporada en Washington, el 14 de enero de 2024 es traspasado, junto a Danilo Gallinari, a Detroit Pistons, a cambio de Marvin Bagley III e Isaiah Livers. Tras 13 encuentros es cortado por los Pistons el 28 de febrero. El 2 de marzo firma por Oklahoma City Thunder hasta final de temporada.
En julio de 2024, tras once temporadas en la NBA y con 33 años, anuncia su retirada como profesional.

### Entrenador
El 9 de agosto de 2025 se incorpora al cuerpo técnico de los Phoenix Suns como asistente de Jordan Ott.

## Estadísticas de su carrera en la NBA

### Temporada regular
| Año     | Equipo        | PJ  | PT | MPP  | %TC  | %3P  | %TL   | RPP | APP | ROB | TPP | PPP |
| ------- | ------------- | --- | -- | ---- | ---- | ---- | ----- | --- | --- | --- | --- | --- |
| 2013-14 | Atlanta       | 20  | 0  | 10.8 | .425 | .000 | 1.000 | 2.6 | .4  | .2  | .5  | 3.8 |
| 2014-15 | Atlanta       | 40  | 8  | 12.6 | .550 | .409 | .880  | 3.0 | .6  | .4  | .5  | 4.9 |
| 2015-16 | Atlanta       | 60  | 0  | 9.4  | .500 | .308 | .795  | 2.0 | .6  | .2  | .5  | 3.3 |
| 2016-17 | Atlanta       | 70  | 3  | 17.7 | .504 | .418 | .766  | 3.4 | 1.4 | .4  | .6  | 6.2 |
| 2017-18 | Atlanta       | 53  | 7  | 20.0 | .458 | .371 | .919  | 4.3 | 1.0 | .6  | .5  | 7.6 |
| 2018-19 | Philadelphia  | 47  | 6  | 22.1 | .392 | .342 | .818  | 4.3 | 1.3 | .4  | .6  | 7.4 |
| 2018-19 | L.A. Lakers   | 17  | 4  | 15.6 | .434 | .368 | .875  | 2.6 | .8  | .2  | .6  | 5.9 |
| 2019-20 | Oklahoma City | 47  | 2  | 12.2 | .407 | .378 | .818  | 2.3 | .9  | .2  | .3  | 4.8 |
| 2020-21 | Oklahoma City | 35  | 0  | 18.4 | .446 | .370 | .917  | 3.8 | .8  | .2  | .3  | 9.7 |
| 2021-22 | Oklahoma City | 43  | 0  | 13.8 | .456 | .429 | .842  | 3.0 | .5  | .4  | .6  | 8.0 |
| 2022-23 | Oklahoma City | 43  | 5  | 14.5 | .438 | .394 | .795  | 3.1 | .9  | .3  | .4  | 6.2 |
| 2022-23 | Boston        | 20  | 4  | 16.2 | .472 | .385 | .692  | 3.4 | .6  | .2  | .3  | 5.9 |
| 2023-24 | Washington    | 24  | 2  | 14.1 | .367 | .275 | .750  | 3.1 | .9  | .2  | .3  | 4.0 |
| 2023-24 | Detroit       | 13  | 4  | 13.2 | .341 | .382 | .500  | 2.2 | .8  | .2  | .4  | 4.0 |
| 2023-24 | Oklahoma City | 16  | 0  | 5.7  | .364 | .091 | .000  | 1.3 | .3  | .1  | .1  | 1.1 |
| Total   | Total         | 548 | 45 | 15.0 | .451 | .373 | .830  | 3.1 | .8  | .3  | .5  | 5.9 |

### Playoffs
| Año   | Equipo        | PJ | PT | MPP  | %TC  | %3P   | %TL   | RPP | APP | ROB | TPP | PPP |
| ----- | ------------- | -- | -- | ---- | ---- | ----- | ----- | --- | --- | --- | --- | --- |
| 2014  | Atlanta       | 2  | 0  | 2.5  | .000 | .000  | .000  | .0  | .0  | .0  | .0  | .0  |
| 2015  | Atlanta       | 10 | 0  | 10.2 | .606 | .250  | .000  | 1.8 | .1  | .1  | .3  | 4.2 |
| 2016  | Atlanta       | 9  | 0  | 7.4  | .500 | .333  | 1.000 | 1.9 | .3  | .0  | .1  | 2.7 |
| 2017  | Atlanta       | 6  | 0  | 13.5 | .278 | .000  | .875  | 2.7 | .3  | .2  | .5  | 2.8 |
| 2020  | Oklahoma City | 2  | 0  | 10.0 | .500 | 1.000 | .000  | 2.0 | .5  | .0  | .0  | 1.5 |
| 2023  | Boston        | 6  | 0  | 3.5  | .500 | .500  | .750  | .7  | .2  | .0  | .0  | 1.5 |
| Total | Total         | 35 | 0  | 8.4  | .481 | .304  | .857  | 1.7 | .2  | .1  | .2  | 2.7 |